# Lepanthes multiflora
Lepanthes multiflora är en orkidéart som beskrevs av Charles Dennis Adams och Henry August Hespenheide. Lepanthes multiflora ingår i släktet Lepanthes och familjen orkidéer. Inga underarter finns listade i Catalogue of Life.